# Laws in Wales Acts 1535–1542
Laws in Wales Acts 1535–1542 var en serie parlamentariska åtgärder genom vilka rättssystemet i Wales införlivades med England och den engelska administrationens normer infördes med syftet att skapa en enda stat och en enhetlig rättslig jurisdiktion, som sedan 1967 kallas England och Wales. Begreppet syftar särskilt på två parlamentsakter som antogs 1536 och 1543 under kung Henrik VIII av England.

## Bakgrund

Englands flagga

Wales flagga

Från den tidpunkt då norra Wales hade erövrats under Edvard I:s erövring av Wales 1282–1283 till antagandet av Laws in Wales Acts 1535–1542 hade det administrativa systemet i Wales varit detsamma. Genom Rhuddlanstadgan 1284 hade de inhemska walesiska härskarnas territorium delats upp i de fem grevskapen Anglesey, Caernarfon, Cardigan, Carmarthen och Merioneth. Fastän de fem grevskapen var underställda engelsk straffrätt var furstendömet den engelske kungens egen förläning. Resten av Wales, utom grevskapet Flint som var en del av furstendömet, och de kungliga domänerna Glamorgan och Pembroke, bestod av många olika små adelsvälden, the Welsh Marches, som var och en hade sina egna domstolar, lagar och andra sedvänjor. 
När Henrik VII tillträdde tronen 1485 gjordes ingen ändring i landets styrelsesätt. Men han var bekymrad över de walesiska furstarnas makt och laglösheten och oordningen i gränslandet i Wales. För att hantera detta återupplivades Council of Wales and the Marches som hade upprättats under Edvard IV:s regering. I själva verket hade många av domänerna övergått i kronans händer efter att många av gränsfurstarna dött under rosornas krig.
Henrik VIII kunde inte se något behov av att reformera styret i Wales i början av sin regering, men gradvis upplevde han ett hot från de kvarvarande furstarna och instruerade sin viktigaste administratör, Thomas Cromwell, att försöka hitta en lösning. Hans lösning var att annektera eller inkorporera Wales vilket, tillsammans med andra viktiga förändringar vid samma tid, ledde till skapandet av England som en modern suverän stat. 
Akterna har kallats ”Acts of Union”, men de var inte allmänt kända med det namnet förrän 1801, när historikern Owen Edwards gav dem det namnet — ett vilseledande namn eftersom akterna syftade till att harmonisera lagar, inte att upprätta en politisk union.

## Akterna
Detta gjordes genom att anta ett antal åtgärder mellan 1536 and 1543. Dessa inbegrep:
- En akt för att lagar och rättvisa ska tillämpas i Wales på samma sätt som i detta rike (27 Henry VIII c. 26) antagen 1536, och
- En akt för vissa föreskrifter i kungens besittning och furstendöme Wales (34 och 35 Henry VIII c. 26) antagen 1543.

Den första av dessa akter antogs av ett parlament som inte hade några representanter från Wales. Dess effekt var att utvidga engelsk lag till att gälla i gränslandet och se till att Wales blev representerat i framtida parlament. 

## Effekter av akterna
Dessa akter hade också följande effekter på styret av Wales:
- adelsväldena i gränslandet avskaffades som politiska enheter och fem nya grevskap upprättades, så att Wales kom att bestå av tretton grevskap,
- Wales gränser etablerades och har förblivit likadana sedan dess (även om det bör påpekas att eftersom Wales skulle införlivas helt och hållet i England var detta oavsiktligt. Grevskapet Monmouthshires ställning var emellertid osäker fram till 1968),
- domstolarna i gränslandsväldena förlorade möjligheten att pröva allvarliga brottmål,
- ämbetet fredsdomare (Justice of the Peace) infördes,
- Wales valde ledamöter av parlamentet i Westminster,
- Council of Wales and the Marches upprättades på rättslig grund,
- Court of Great Sessions upprättades, ett system som bara fanns i Wales,
- en sheriff utnämndes i varje grevskap, och andra grevskapsämbetsmän som i England.

Dessa åtgärder var inte impopulära bland walesarna, som förstod att de skulle ge dem jämlikhet inför lagen med engelska medborgare. Reaktionen från framträdande walesare då och genom århundradena var väldigt lika: tacksamhet över att lagarna hade införts och gjort Wales till ett fredligt och välordnat land. 
Det var först mycket senare som vissa av walesarna började uppleva att, med A.O.H. Jarmans ord, ”medborgarskapets privilegier gavs till walesarna endast på villkor att de glömde sitt eget särskilda förflutna och personlighet, förnekade sin walesiskhet och sammansmälte med England.”
Trots historiker som G.R. Elton, som behandlar akterna som enbart en seger för tudorsk effektivitet, brukar moderna brittiska historiker snarare undersöka tecken på akternas skadliga effekter på walesisk identitet, kultur och ekonomi. Medan den walesiska lågadeln välkomnade akterna och snabbt försökte smälta ihop med den engelska adeln, kunde de walesiska bönderna i mer avlägsna distrikt ha känt sig utkastade i ett rättsligt och ekonomiskt system vars språk och inriktning var obekanta för dem.

## Akterna och kymriskan
Ett ofta citerat exempel på effekterna på kymriska språket är den första sektionen i akten från 1535, som säger att ”folket i detta välde har och använder dagligen ett språk som inte alls är likt det naturliga modersmålet som används inom detta rike”, och förklarar sedan sitt syfte att ”helt och hållet utplåna alla underliga seder och bruk” i Wales.
Avsnitt 20 i akten från 1535 gör engelska till enda språk i domstolarna och att de som använder walesiska inte skulle utses till några ämbeten i Wales. En effekt av denna språkklausul var att grunden lades till en helt angliserad härskande klass av godsägararistokrati i Wales som skulle få många konsekvenser i framtiden. 
De delar av akten från 1535 som gällde språk blev formellt avskaffade först 1993 genom Welsh Language Act 1993.

## Fotnoter
1. ↑  ”the people of the same dominion have and do daily use a speche nothing like ne consonant to the naturall mother tonge used within this Realme”
2. ↑  ”utterly to extirpe alle and singular sinister usages and customs”